# Jaktstusjön
Jaktstusjön är en sjö i Flens kommun i Södermanland och ingår i Nyköpingsåns huvudavrinningsområde. Jaktstusjön ligger i Jaktstuguskogens naturreservat. Vid sjöns västra sida märks Eric von Rosens jaktstuga som ritades av Ivar Tengbom i fornnordisk stil och byggdes 1909-1910 av timmermän från Dalarna.